# Johannes Basilius Herold

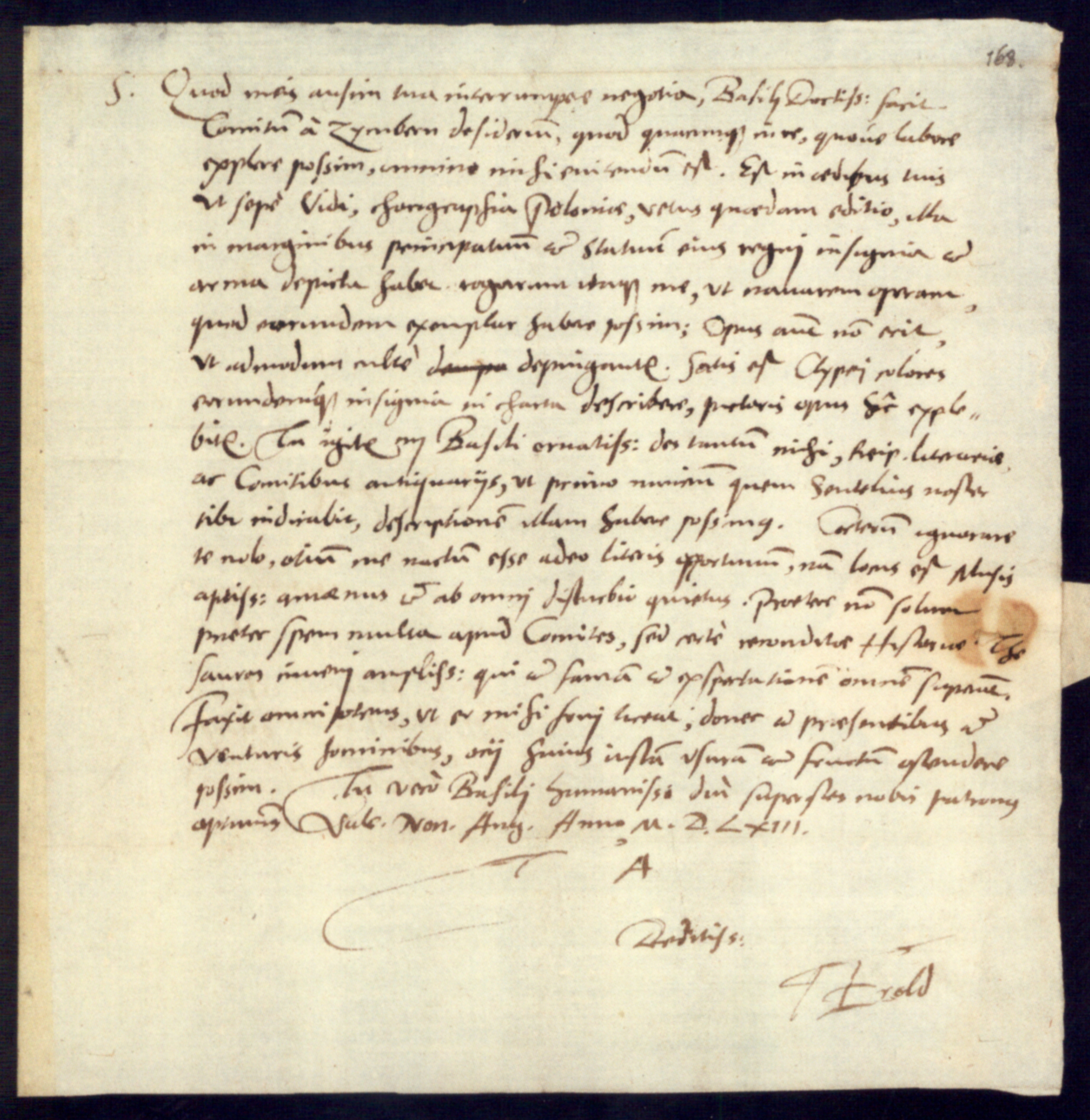
Une page de comites antiquarii du Suisse Basilius Amerbach, ouvrage publié sous la supervision de Johannes Basilius Herold c. 1563

Johannes Basilius Herold ou Jean-Basile Hérold (17 décembre 1514 à Höchstädt an der Donau en Souabe - juin 1567 à Bâle, Suisse) est un correcteur, imprimeur et traducteur suisse.

## Biographie
Fils illégitime d'une famille bourgeoise de Bâle, Johannes Herold naît le 17 décembre 1514 à Höchstädt an der Donau en Souabe.
Après des études à Donauworth, il voyage plusieurs années en Italie, en Allemagne et en Sicile. Il est pasteur à Reinach en 1542-1543, candidat au pastorat et diacre à Augsbourg de 1543 à 1544, puis pasteur à Pfeffingen (1545-1552). De retour à Bâle en 1554, il travaille dans une imprimerie en tant que correcteur et traducteur. Cette imprimerie reçoit des textes antiques et humanistes qu'Herold édite avec ses commentaires. On lui doit entre autres l'édition des Antiquitates Germanicae (1557), un recueil de lois des peuples barbares en ancien haut allemand, considéré importante dans l'histoire du droit au haut Moyen Âge. On lui doit plusieurs impressions et traductions d'ouvrages anciens. Cependant, fidèle au Saint-Empire romain germanique et en bons termes avec des dignitaires catholiques, il ne reçoit aucun soutien à Bâle.
Il peut être confondu avec Jean-Basile Hérold, surnommé Acropolitanus (né en 1511 dans la même ville du Souabe et mort au plus tôt en 1581), qui a vécu à Bâle à la même époque et qui a aussi travaillé dans l'imprimerie de cette ville.

## Œuvres
Johannes Basilius Herold a corrigé et en partie traduit les ouvrages suivants :
- Petrarca, Opera quae extant omnia, 1554
- Mon. s. patrum orthodoxographa u. Haereseologia, 1554 et 1556
- Originum ac Germanicarum antiquitatum libri, 1557
- Marianus Scotus, Chronist und Gottfried von Viterbo, Pantheon sive Universitatis libri, 1559
- Beda Venerabilis, 1563
- Lilio Gregorio Giraldi u. a., Heydenweldt u. irer Götter anfängckl. ursprung, 1554
- Dante, Von d. Monarchey, 1559
- Jordanus von Osnabrück (und Alexander von Roes), Chur od. v. d. Churfürsten whale (Memoriale de prerogativa Romani Imperii), 1559
- De bello sacro continuata historia, 1549
- Panegyriken
- Grabrede auf Ferdinand I.